# Fender Jazz Bass
Fender Jazz Bass blev udviklet som Fenders anden el-bas-model af firmaets grundlægger, Leo Fender, i 1960. Til forskel fra den første, Precision Bass, har den en klarere lyd, som er kraftigere på mellemtonerne og de høje toner, men til gengæld med mindre vægt på de dybe toner. Derfor bruges Jazz Bass ofte af bassister, der vil have en fremtrædende plads i lydbilledet.
Op gennem 60'erne stod Jazz Bassen i skyggen af den mere populære Precion Bass, men i 70'erne blev Jazz Bassen mere populær, ikke mindst da nye basvirtuoser tog Jazz Bassen til sig, pga. at jazz bassen havde en mere distinkt lyd og at gribebrættet var mere smalt og hurtigt at spille på.

## Kendte Fender Jazz Bassister
- Jaco Pastorius
- Larry Graham
- Geddy Lee
- Marcus Miller
- John Paul Jones
- Will Lee
- Lee Sklar
- Flea (Michael Balzary)
- Lars Larry Danielsson, dansk bassist

- Wikimedia Commons har flere filer relateret til Fender Jazz Bass